# Ali Wardhana

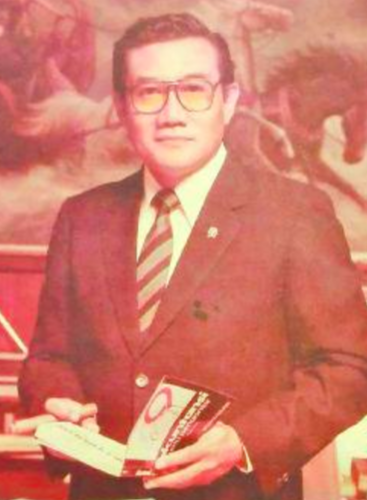
Al Wardhana

Ali Wardhana (* 6. Mai 1928 in Solo, Niederländisch-Indien, heute: Jawa Tengah; † 14. September 2015 in Jakarta) war ein indonesischer Wirtschaftswissenschaftler, Hochschullehrer und Politiker, der von 1968 bis 1983 als Finanzminister sowie zwischen 1983 und 1988 als Koordinierender Minister für Wirtschaft, Finanzen, Industrie und Entwicklungskontrolle fungierte. Er war einer der führenden Wirtschaftspolitiker Indonesiens während des Regimes der „Neuen Ordnung“ (Orde Baru) von Staatspräsident Suharto und Mitglied der einflussreichen sogenannten „Berkeley Mafia“, einer Gruppe in den USA ausgebildeter indonesischer Ökonomen, die die indonesische Wirtschaft während der ersten zwanzig Jahre der Amtszeit Suhartos prägten. Mit fünfzehn Amtsjahren war er der am längsten amtierende Finanzminister, dessen Fachwissen auch von internationalen Institutionen anerkannt wurde, und fungierte zwischen 1971 und 1972 als Vorsitzender des Gouverneursrates der Weltbank sowie zeitgleich als Vorsitzender des Gouverneursrates des Internationalen Währungsfonds.

## Leben
Ali Wardhana absolvierte ein grundständiges Studium an der Fakultät für Wirtschaftswissenschaften (Fakultas Ekonomi dan Bisnis) der Universität Indonesia UI, welches er 1958 mit einem Bachelor of Arts in Economy beendete. Ein darauf folgendes postgraduales Studium der Wirtschaftswissenschaften an der University of California in Berkeley UC Berkeley schloss er 1961 mit einem Master of Arts in Economy ab. Im darauf folgenden Jahr erwarb er an der UC Berkley einen Doctor of Philosophy (Ph.D.), nachdem er dort seine Promotion mit der Dissertation „Monetary Policy in an Underdeveloped Economy. With Special Reference to Indonesia“ beendet hatte, in der er sich unter besonderer Berücksichtigung Indonesiens mit der Geldpolitik in einer unterentwickelten Wirtschaft befasst hatte. Nach seiner Rückkehr war er als Professor für Wirtschaftswissenschaften tätig und fungierte zwischen 1967 und 1978 selbst als Dekan der Fakultät für Wirtschaftswissenschaften der UI.

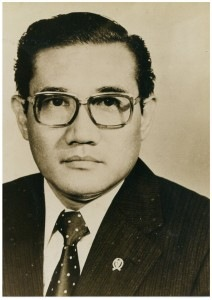
Ali Wardhana (30. Juni 1968)

Am 6. Juni 1968 wurde Wardhanavon als Nachfolger von Frans Seda von Präsident Suharto zum Finanzminister (Menteri Keuangan) im Ersten Entwicklungskabinett (Kabinett Pembangunan I) ernannt. Zunächst lehnte er die Position ab, weil er sich inkompetent fühlte, ließ sich aber schließlich von Suharto überzeugen, der zu diesem Zeitpunkt ebenfalls gerade das Amt als Präsident übernommen hatte. Das Amt des Finanzministers bekleidete er auch im Zweiten Entwicklungskabinett (Kabinett Pembangunan II) vom 28. März 1973 bis zum 29. März 1978 sowie im Dritten Entwicklungskabinett (Kabinett Pembangunan III) vom 29. März 1978 bis zum 29. März 1983 fast fünfzehn Jahre lang. Er fungierte zwischen September 1971 und 1972 als Vorsitzender des Gouverneurates der Weltbank sowie zeitgleich als Vorsitzender des Gouverneursrates des Internationalen Währungsfonds. In dieser Zeit wurde Indonesien auch Mitglied der Group 20, eine vom Internationalen Währungsfonds neugegründeten Gruppe der 20 Entwicklungsländer.

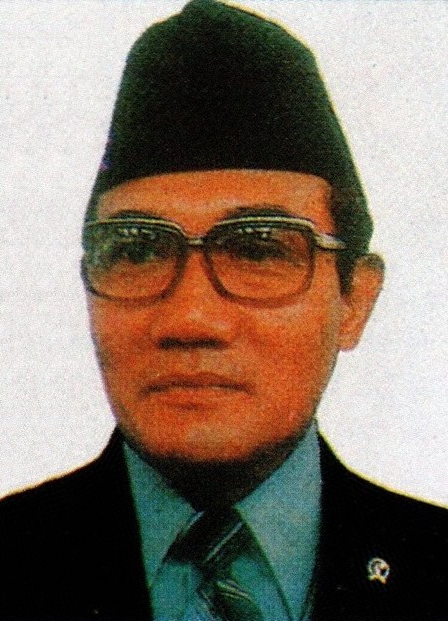
Ali Wardhana (1985)

Nachdem Ali Wardhana 15 Jahre lang als Finanzminister gedient hatte, wurde er am 19. März 1983 von Radius Prawiro abgelöst. Er selbst übernahm daraufhin im Vierten Entwicklungskabinett (Kabinett Pembangunan IV) am 19. März 1983 als Nachfolger von Widjojo Nitisastro den Posten als Koordinierender Minister für Wirtschaft, Finanzen, Industrie und Entwicklungskontrolle (Menteri Koordinator Bidang Ekonomi, Keuangan, Industri dan Pengawasan Pembangunan Indonesia). Dieses Amt hatte er bis zum 23. März 1988 inne und wurde im Anschluss ebenfalls von Radius Prawiro abgelöst. Er diente als Finanzminister sowie Koordinierender Minister während der ersten zwei Jahrzehnte der Regierung Suharto für die Entwicklung Indonesiens, beginnend mit den Anfangsjahren von der Regierung der „Neuen Ordnung“ durch Reduzierung der Hyperinflation, Stabilisierung der Wirtschaft, Wiederherstellung des Vertrauens und Wiederbelebung der indonesischen Wirtschaft. Er galt als Suhartos wichtigster Wirtschaftsberater während der Ära der Neuen Ordnung. Es gelang ihm, die indonesische Wirtschaft innerhalb von drei Jahren nach seinem Amtsantritt aus der Krise zu retten. Mit seiner als „Balanced Budget“ (Ausgeglichener Haushalt) bekannten Politik, gelang es die Hyperinflation Indonesiens von 650 % auf nur 10 % zu senken. Darüber hinaus führte er in den 1970er Jahren Maßnahmen durch, indem er Erdölprodukte zur Überwindung der Armut einsetzte.
Nachdem Wardhana nicht mehr Minister war, wurde er Berater der Regierung für die Themen Makroökonomie, Geldpolitik, Entwicklung des Wirtschaftssektors und Reformen. Aus seiner Ehe mit Rendasih „Renny“ bint Sulaeman Sukantabrata gingen vier Kinder hervor. Er starb am 14. September 2015 im „Medistra Hospital“ in Kuningan in Jakarta im Alter von 87 Jahren. Sein Onkel war der Politiker Ali Sastroamidjojo (1903–1975), der unter anderem von 1953 bis 1955 sowie erneut zwischen 1956 und 1957 Premierminister von Indonesien war.

## Auszeichnungen
Für seine langjährigen Verdienste wurde er mehrfach ausgezeichnet und erhielt unter anderem:
- Satyalancana Dwidya Sistha
- Bintang Mahaputera Adipradana (Mahaputera Adipradana-Stern) – 1973[11]
- Orden Leopolds II. von Belgien (Großkreuz, 1970)
- Orden von Oranien-Nassau der Niederlande (Großkreuz, 1971)
- Orden des Heiligen Schatzes von Japan (Erster Klasse, 1971)

## Veröffentlichungen
Zu den zahlreichen veröffentlichten wissenschaftlichen Arbeiten, sowohl national als auch international, gehören:
- Beberapa segi Transmigrasi Spontan di Indonesia, Ekonomi dan Keuangan Indonesia, Februari 1957
- Foreign Exchange and its Implications in Indonesia, Ekonomi dan Keuangan Indonesia, Oktober 1957
- Kerdjasama ekonomi antar Nefos, Lembaga Penjelidikan Ekonomi dan Masjarakat, Universitas Indonesia, Jakarta 1965
- Inflasi dan Ketegangan-Ketegangan Strukturil, Lembaga Ekonomi dan Kemasyarakatan, 1965
- Moneter dan bank,  Jajasan Badan Penerbit Fakultas Ekonomi, Universitas Indonesia, Jakarta 1965
- Beberapa Catatan Mengenai Tindakan Pemerintah dibidang Ekonomi Moneter, Seminar KAMI, 1966
- Angaran Moneter: Alat Stabilisasi atau Inflasi, Lembaga Ekonomi dan Kemasyarakatan, 1966
- Economic Development and the Availability of Special Funds. Statement at the Annual Meeting of the Asian Development Bank, 1969
- Concessional Loans and Technical Assistance. Statement at the Annual Meeting of the Asian Development Bank, 1970

## Hintergrundliteratur
- Marguerite Robinson: The Microfinance Revolution. Sustainable Finance for the Poor, 2001, ISBN 978-0-82138-3-384 (Onlineversion (Auszug))
- Henry S. Rowen: Behind East Asian Growth. The Political and Social Foundations of Prosperity, 2002, ISBN 978-1-13470-9-274 (Onlineversion (Auszug))
- Ari Kuncoro, Aris Ananta, Mohammad Arsyad Anwar: Testimonials of Friends about Widjojo Nitisastro, 2008, ISBN 978-9-79709-3-280, S. 1ff. (Onlineversion (Auszug))
- Bernard Berendsen, H.G.C. Schulte Nordholt, Roel van der Veen, Ton Dietz: Asian Tigers, African Lions. Comparing the Development Performance of Southeast Asia and Africa, 2013, ISBN 978-9-00426-0-009 (Onlineversion (Auszug))
- Ginandjar Kartasasmita: Managing Indonesia’s Transformation. An Oral History, 2013, ISBN 978-9-81440-5-393 (Onlineversion (Auszug))
- David C. Cole: Lucky Me. Engaging a World of Opportunities and Challenges, 2014, ISBN 978-1-45662-1-537 (Onlineversion (Auszug))
- Mari Elka Pangestu: A Tribute to Ali Wardhana, Indonesia’s Longest Serving Finance Minister. From His Writing and His Colleagues, Penerbit Buku Kompas, Jakarta 2015, ISBN 978-9-79709-9-350